# Supercopa de España femenina de baloncesto 2015
La Supercopa de España femenina de baloncesto 2015 o SuperCopa LF 2015 fue la 13ª edición desde su fundación. Se disputó en el Pabellón municipal Gerona-Fontajau de Gerona, Cataluña, el día 23 de septiembre de 2015, donde el equipo local, el Spar Citylift Girona, hizo historia conquistando el título por primera vez.

## Equipos participantes
Los equipos participantes de acuerdo a los criterios de participación establecidos por la FEB fueron: 
| Equipo               | Clasificación                  | Participación |
| -------------------- | ------------------------------ | ------------- |
| Spar Citylift Girona | Campeón de la Liga Femenina    | 2.ª           |
| Perfumerías Avenida  | Campeón de la Copa de la Reina | 10.ª          |

## Árbitros
Los árbitros elegidos para arbitrar la Supercopa fueron:
- Carlos Javier García León
- Javier Torres Sánchez

## Final
| 23 de septiembre de 2015 | Spar Citylift Girona                                     | 61–59                                 | Perfumerías Avenida                                        | Gerona |  |
| 20:15                    | Parciales: 13–15, 12–17, 14–15, 22–12                    | Parciales: 13–15, 12–17, 14–15, 22–12 | Parciales: 13–15, 12–17, 14–15, 22–12                      | |  |
|                          | Estadísticas Gray 14 Spanou 8 Jordana, Gray 5 Jordana 13 | Reporte Pts Reb Asts Val              | Estadísticas 16 Gidden 9 Ndour 3 cuatro jugadoras 18 Ndour | Pabellón: Pabellón de Fontajau Asistencia: 800 espectadores Árbitros: Carlos Javier García León, Javier Torres Sánchez Televisión: |  |

### Plantillas
| #                          | Jugadora          |
| -------------------------- | ----------------- |
| 8                          | Ashley Paris      |
| 9                          | Noemí Jordana     |
| 10                         | Adrijana Knežević |
| 11                         | Lina Pikčiūtė     |
| 12                         | Vita Kuktienė     |
| 14                         | Tay'ler Mingo     |
| 15                         | Artemis Spanou    |
| 21                         | Chelsea Gray      |
| Entrenador                 |                   |
| Javier Fernández Fernández |                   |

| Campeonas de la Supercopa de España femenina de baloncesto 2015 |
| --------------------------------------------------------------- |
| Spar Citylift Girona 1er título                                 |

| MVP:         |
| ------------ |
| Chelsea Gray |

| #                   | Jugadora           |
| ------------------- | ------------------ |
| 4                   | Leonor Rodríguez   |
| 5                   | Cristina Pedrals   |
| 6                   | Silvia Domínguez   |
| 8                   | Mariona Ortiz      |
| 14                  | Kristīne Vītola    |
| 24                  | Ana Lelas          |
| 43                  | Vanessa Gidden     |
| 44                  | Gabriela Mărginean |
| 45                  | Astou Ndour        |
| Entrenador          |                    |
| Miguel Ángel Ortega |                    |